# Miguel Cordero del Campillo
Miguel Cordero del Campillo (ur. 12 stycznia 1925 w Vegamián, zm. 12 lutego 2020) – hiszpański weterynarz i  parazytolog, rektor Uniwersytetu w Leónie.

## Życiorys
Studiował weterynarię na Wydziale Weterynarii Uniwersytetu w Leónie, w 1952 uzyskał stopień doktora, a także otrzymał nominację profesorską. Piastował funkcję  wicedyrektora, a od 1984 do 1986 rektora. W latach 1977–1979 był niezależnym senatorem.
Zmarł 12 lutego 2020.

## Nagrody
- 1989: Nagroda Castilla y León Prize for Scientific and Technical Research, donosi Ical[2]